# Кутија за бебе
Кутија за бебе, прозор за бебе или Бејби бокс (енг. Baby box) је место где људи (обично мајке) могу да доведу бебе, обично новорођенчад, и анонимно их оставе на безбедном месту да буду пронађене и збринуте. Овакав распоред био је уобичајен у средњем веку и у 18. и 19. веку, када је справа била позната као точак за проналажење. Точкови за проналажење избачени су из употребе крајем 19. века, али је модерна форма, кутија за бебе, поново почела да се уводи од 1952. године  и од 2000. године је ушла у употребу у многим земљама, посебно у Пакистану где постоје више од 300. Могу се наћи и у Немачкој, где их има око 100, Чешкој (76) и Пољској (67).
Отвор је познат у земљама немачког говорног подручја као Babyklappe (отвор за бебе), Babyfenster (прозор за бебе) или Babywiege (колевка за бебе); на италијанском као Culla per la vita (колевка живота) или ruota dei trovatelli (точак за проналазак); на сицилијанском као la ruota (точак); на јапанском као Akachan posuto (赤ちゃんポスト); на кинеском као 婴儿安全岛  и на пољском као Okno życiа (прозор живота) иу Јужној Африци првобитно познато као „рупа у зиду“ од стране Дечје мисије Door of Hopе.

## Историја
Кутије за бебе постоје у овом или оном облику вековима. Систем је био прилично уобичајен у средњем веку. Од 1198. у Италији су коришћени први точкови за проналажење (ruota dei trovatelli); Папа Иноћентије Трећи је одредио да се они постављају у домове за нађу како би жене могле да оставе своје дете у тајности уместо да их убијају, што је пракса јасно видљива из бројних утопљених беба пронађених у реци Тибар. Точак за проналазак је био цилиндар постављен усправно у спољашњем зиду зграде, налик на ротирајућа врата. Мајке су ставиле дете у цилиндар, окренуле га тако да беба буде у цркви, а затим позвониле да упозоре неговатеље. Један пример овог типа који се и данас може видети је у болници Санто Спирито у Ватикану; овај точак је постављен у средњем веку и коришћен је до 19. века. Посетиоцима напуљске цркве Анунцијата изложен је још један точак за проналазак који датира најмање из 1601. године.
У Хамбургу, у Немачкој, холандски трговац је поставио точак (Drehladen) у сиротишту 1709. године. Затворено је након само пет година 1714. јер је број беба остављених тамо био превелик да би сиротиште могло финансијски издржи. Познато је да су други точкови постојали у Каселу (1764) и Мајнцу (1811).
У Француској, точкове за проналажење (tours d'abandon, точак за напуштање) увео је Свети Винсент де Пол који је саградио прву кућу за проналажење 1638. године у Паризу. Точкови за проналажење су легализовани царским декретом од 19. јануара 1811. године, а на свом врхунцу у Француској их је било 251, према ауторки Ан Мартин-Фугиер. Били су у болницама као што је Hôpital des Enfants-Trouvés (болница за децу) у Паризу. Међутим, број деце која су тамо остављана попео се на десетине хиљада годишње, као последица очајне економске ситуације у то време, а 1863. године су затворене и замењене „пријамним канцеларијама“ где су мајке могле да дају своје дете анонимно, али такође могу добити и савет. Тоurs d'abandon су званично укинуте законом од 27. јуна 1904. године. Данас је у Француској женама дозвољено да се анонимно рађају у болницама (accouchement sous X) и тамо остављају своју бебу.
У Бразилу и Португалу, точкови за проналажење (roda dos expostos/enjeitados, буквално „точак за одбачене“) такође су коришћени након што је краљица Марија Прва 24. маја 1783. прогласила да сви градови треба да имају болницу за находе. Један пример је точак постављен у болници Santa Casa de Misericordia у Сао Паулу 2. јула 1825. године. Ово је уклоњено из употребе 5. јуна 1949. године, јер је проглашено некомпатибилним са модерним друштвеним системом након петогодишње расправе. Бразилски филм на ову тему, Roda Dos Expostos, у режији Марије Емилије де Азеведо, освојио је награду за „Најбољу фотографију“ на Festival-у de Gramado 2001. године.
У Британији и Ирској находи су одгајани у сиротишту које је финансирао порез на сиромашне. Дом за находе у Лондону основан је 1741. године; у Даблину, болница за проналазак и радна кућа поставили су точак за проналаске 1730. године.
Точак за проналазак у Даблину избачен је из употребе 1826. године када је болница у Даблину затворена због високе стопе смртности деце.

## Савремени примери
Прва модерна кутија за бебе био је у Јужној Африци у јулу 1999. године и постављен је од стране Дечје мисије Door of Hope (Рупа у зиду) у малој мисијској цркви у Береи у Јоханезбургу. Године 1999. пастор Шерил Ален и ђакони су са дубоком невољом сазнали да је велики број новорођенчади напуштен. Пастор Ален је схватио да су многе од тих очајних жена и девојака можда поступиле другачије да је постојала алтернатива. Црква је направила рупу у њиховом зиду и постављена је "кутија за бебе" која је омогућавала мајкама да оставе своје бебе у било које време, дању или ноћу. У тренутку када се беба смешта у „кутију за бебе“, дежурни радници добијају електронски сигнал који их упозорава. Беба је приморана и обезбеђена анонимност „донатора“. Беба М је била прва беба која је прошла кроз "кутију за бебе" и стигла је 3. октобра 1999. године. До данас (2013), Врата наде су примила преко 1300 беба. 148 је прошло кроз "кутију за бебе", али већина долази из болница, полиције или чланова заједнице, а неке бебе су чак и лично донеле мајке.
Други модерни отвор за бебе у Немачкој постављен је у округу Алтона у Хамбургу 11. априла 2000. године, након низа случајева из 1999. где су деца напуштена и пронађена мртва од изложености. Састојао се од топлог кревета у који се дете могло сместити изван зграде. Након краћег одлагања да се омогући анонимни одлазак особе која је оставила дете, активиран је тихи аларм који је алармирао особље. До 2010. године, 38 беба је остављено у "Findelbaby" кутију за бебе у Хамбургу, од којих су 14 касније вратиле њихове мајке.
Фондација Едхи у Пакистану нуди сличан систем.

## Разлози за коришћење кутија за бебе
Један од разлога зашто су многе бебе биле напуштене, посебно у прошлости, био је тај што су рођене ван брака. Данас су кутије за бебе чешће намењене мајкама које нису у стању да се носе са бригом о сопственом детету и не желе да открију свој идентитет. У неким земљама није легално да мајке рађају анонимно у болници, а беба је једини начин на који могу безбедно и тајно да оставе своје дете да га други брину. У Индији  и Пакистану, сврха кутија за бебе је углавном да обезбеде алтернативу женском чедоморству, што се дешава због социо-економских фактора.

## Опозиција и правна питања
Нека питања везана за отворе за бебе су повезана са правом деце да знају свој идентитет, као што је загарантовано чланом 8 Конвенције УН о правима детета  Други проблем је што анонимна особа која остави бебу можда нема законско право на то, можда без дозволе мајке. Такође, на неким местима отвор за бебе може бити преоптерећен напуштањем болесне и инвалидне деце.
Немају све земље законе о безбедном уточишту, као што је то у САД, који декриминализују остављање детета са ауторитетом, тако да може бити правно ризично за мајку да напусти своју бебу у кутији за бебе.
Они који се противе кутији за бебе тврде да излећи бебама не спасавају животе беба, да подстичу даље напуштање мајки уместо проналажења других решења, и представља занемаривање дужности државе да креира социјалне програме који би могли да смање напуштање деце. Неколико европских земаља усвојило је законе који дозвољавају анонимни порођај у болницама, понекад и бесплатан, како би се спречили ризици повезани са кућним порођајем и пружила медицинска помоћ током порођаја.

## Државе

### Аустрија
У Аустрији, закон третира бебе пронађене у кутијама за бебе као находе. О детету се првих шест месеци брине локална канцеларија за социјалну помоћ за децу и младе (Jugendwohlfahrt), а затим се предаје на усвајање. Прва кутија представљена је у Бечу 2000. године. У 2018. години, било је 15 кутија у седам од девет аустријских држава, а кутије су коришћене 30 пута између 2008. и 2016. године. Пошто жене имају право да се анонимно рађају у болницама од 2001. године, број тих анонимних порођаја је увелико већи од употребе отвора за бебе.

### Белгија
У Белгији законски оквир не постоји, а напуштање беба је незаконито, али у пракси се бебе смештају у хранитељство и постају доступне за усвајање након неколико месеци. Године 2000. удружење Moeders voor Moeders ("Мајке за мајке") је основало први babyschuif у Антверпену. Године 2021. 18 беба пронађено је у кутији Антверпена, једином у Белгији. Године 2017. у Евереу у Бриселу организација Corvia је поставила још једну кутију, али их је градоначелник забранио. Упркос томе што је Државни савет поништио забрану 2020. године, нови градоначелник Евереа поново је забранио њено деловање 2021. године.

### Канада
Канада забрањује напуштање детета „тако да је његов живот или ће вероватно бити угрожен“. Године 2020. три бебе су остављене у отворима постављеним у Канади. Једна кутија је у Ванкуверу, а две у Едмонтону.

### Чешка
У Чешкој Републици, Министарство за социјална питања потврдило је 2006. да су кутије за бебе легалне према чешком закону. У супротности са овим, у марту 2006. године, пуковница Ана Пискова, полицајка, рекла је на чешкој телевизији да ће полиција тражити мајке напуштене деце. Шеф чешке организације за кутије за бебе Statim, Лудвик Хес, пожалио се на ову изјаву и званично га је подржала Фондација Спасимо децу. До децембра 2020. године, у земљи постоји 78 кутија за бебе, углавном у већим градовима и главним градовима округа. До сада су помогли да се спасе 214 деце. Комитет Уједињених нација за права детета довео је у питање законитост кутија за бебе, критикујући велики број дечијих групних домова и тврдећи да кутије крше права детета у 2011. години. Чешки интернет сервер novinky.cz известио је да Уједињене нације желе да забране излегање беба у Чешкој.
Прва кутија за бебе постављена је у јулу 2005. године у Прагу Babybox – Statim. У марту 2006. тамо је остављено троје деце. У децембру 2007. било је 5 „бејби боксова“ у републици: Праг – Хлоубетин, Брно, Оломоуц, Кадан и Злин, а следеће су планиране у Пелхримову, Усти над Орлици, Младој Болеслави и Соколову 2008. године. Између 2005. и 2007. десеторо беба је остављено у бејби боксовима од којих седам у Прагу. Неки од њих су се вратили мајкама или су убачени са пуном документацијом. Од децембра 2011. године било их је 47, а тамо је већ остављено 62 деце; једна од кутија за бебе је коришћена 13 пута. У периоду од 2005. до 2020. године постављено је 78 боксова за бебе, а захваљујући бејби боксовима спасено је 214 деце.

### Француска
У Француској, влада у Вишијевској Француској је усвојила законодавни декрет од 2. септембра 1941. о заштити рађања који дозвољава деци да се рађају анонимно. Овај закон, донекле измењен, постао је модерно право на анонимно рођење (accouchement sous X) утврђено у француском Закону о социјалној акцији и породици (чл. 222–6). Обухвата децу до годину дана. Европски суд за људска права је 2003. године потврдио овај закон, пресудивши да он не крши Европску конвенцију о људским правима.

### Немачка
Од 2000. године поново се користи кутија за бебе, у земљи је било више од 90 беба.
Не постоји јасна правна основа за рад кутија за бебе у Немачкој, познатих као Babyklappen.
Обично мајка која напусти своје дете чини кривично дело. Међутим, према немачким социјалним законима, родитељима је дозвољено да своје дете препусте трећем лицу до осам недеља, на пример ако родитељи морају да оду у болницу. Након осам недеља, међутим, мора се позвати канцеларија за заштиту младих.
Немачки закон сматра да су бебе остављене у кутији за бебе као да су остављене под надзором треће стране. Ова рупа је изузетно контроверзна јер је било случајева у Немачкој где су отвор за бебе коришћен за напуштање деце са инвалидитетом или беба које су већ старе три месеца. Учињено је неколико покушаја да се разјасни правни основ за излегање беба и како се поступа са децом која је у њима остала, али ситуација још увек није јасно регулисана.

### Мађарска
Мађарска је 2005. године донела закон којим се декриминализује напуштање бебе у инкубатору. Тај акт се сматра изјавом о напуштању и пристанком на усвојење ако се породица не врати у року од шест недеља да затражи дете. Одбацивање детета на другом месту остаје злочин.
Мађарска има десетак кутија за бебе, које обично воде болнице. Први је отворен 1996. године у болници Схопф-Мереи Агост у Будимпешти.

### Индија
У држави Тамил Наду, тадашњи главни министар Ј. Јаиалалитха је 1994. године поставио кутија за бебе да би спречио женско чедоморство. Ова врста бебе се зове Thottil Kuzhanthai (беба у колевци), коју одгаја држава и има право на бесплатно образовање. Шема „е-колевка“ је такође уведена 2002. у јужној Индији након што су пси растргли напуштену новорођену бебу на улици у близини Медицинског колеџа Тривандрум.

### Италија
Постоји око 8 кутија за бебе, које је поставио "Покрет за живот". У децембру 2006. године у поликлинику Casilino у Риму постављена је модерна кутија, а у фебруару 2007. примила је своје прво напуштено дете. Такође се планира инсталирање једне кутије у болници Santo Spirito у Ватикану, дому једног од оригиналних кола за проналажење.

### Јапан
У Јапану се за напуштање бебе обично кажњава до пет година затвора. Године 2006. Хасуда Таији и други званичници болнице Jikei пријавили су се влади префектуре Кумамото, граду Кумамото и другим канцеларијама пре отварања кутија за бебе. Речено им је да се то неће рачунати као напуштање, јер је беба под заштитом болнице. Међутим, јапанско министарство здравља, рада и социјалног старања није хтело да коментарише ово питање, осим што је рекло да нема преседана. У Јапану, фебруара 2007, држава је назначила свој став да овакво напуштање беба „нису потпуно противзаконито“. Исте године, 5. априла, град Кумамото је утврдио да „нема разумних разлога да се не дозволе измене у медицинском закону” и одобрио измене које су дозволиле оснивање „Колевке рода”.
Године 2006. болница Jikei у префектури Кумамото објавила је да поставља "колевку рода" како би покушала да смањи број напуштених беба и абортуса.   Од 2009. године, примљена је укупно 51 беба, а овај систем је био под строгим руководством посебне комисије која је истакла да би прихватање анонимних беба могло да умањи моралну филозофију људи. 125 беба је остављено у кутији за бебе.

### Летонија
Први glābējsilīte („јасле спаса“) постављен је 2009. године у Риги на територији Дечје клиничке универзитетске болнице. Од тада је постављено још седам кутија у највећим градовима Летоније. Од августа 2019, 47 деце је остављено у куутији за бебе, од којих су петоро вратили њихови биолошки родитељи.
У Летонији, осим ако је беба пријављена као нестала, закон третира бебе као находе.
Све кутије за бебе налазе се у просторијама болнице. Након што је беба остављена у кутији за бебе, полиција и суд за старатељство се обавештавају о случају и беби се даје здравствена процена и прегледа се има ли знакова злостављања. Полиција током дводневног поступка утврђује да ли је дете пријављено као нестало, након чега беба добија статус нађенчета и може да буде дата на усвајање.
Ако рођени родитељи желе да поврате дете, имају могућност да то учине све док дете не буде званично усвојено. Родитељи морају да докажу своје родитељство тако што ће урадити ДНК тест, који сами плаћају. Након тога суд за старатељство разматра разлоге напуштања родитеља и одлучује да ли ће родитељима дозволити старатељство над дететом. Од маја 2018, 5 од 47 беба које су остале у кутији за бебе враћено је својим рођеним родитељима.

### Малезија
Први "Baby Hatch" покренула је непрофитна невладина организација OrphanCare Foundation 2010. године. До краја 2016. године Организација је спасила преко 200 беба и има још две кутије за бебе у држави Кедах и Џохор. Године 2015. OrphanCare је потписао MoC са KPJ Healthcare-ом како би управљао усвајањем беба смештених у кутија за бебе у 8 болница у већим градовима на полуострву Малезија.

### Холандија
У 2003. планови за отварање babyluik у Амстердаму нису се реализовали након жестоких протеста. Државна секретарка за здравство Клеманс Рос је сугерисала да су овакво остављање беба нелегално. У годинама након тога, Фондација Beschermde Wieg отворила је дечије собе за напуштање у градовима Гронинген, Миделбург, Оуденбош, Папендрехт, Ротердам и Зволе. Жене у невољи могу анонимно оставити своје бебе. У 2017. планирана је соба у Амстердаму.

### Пакистан
Edhi Foundation има око 300 центара  који нуде услугу jhoola за коју се каже да је спасила преко 16.000 живота; Јhoola је бела метална висећа колевка са душеком, где се беба може анонимно оставити ван центра. Може се огласити звоно, а особље такође проверава колевку једном на сат.

### Филипини
Hospicio de San Jose у Манили, који су основале 1810. године и које воде Кћери доброчинства Светог Винсента де Пола, има „колевку која се окреће“ са ознаком „Овде су примљене напуштене бебе“.

### Пољска
У 2012. имало их је четрдесет седам градова.

### Русија
Од 2011. у Русији је у употребу ушло десет кутија за бебе. За мање од годину дана активности, кутије су помогле да се спасе троје деце. Главни организатор пројекта је добротворни фонд Колибель надежди основан у Перму. Поред инсталирања и постављања кутије за бебе, организација ради на спречавању чедоморства и помаже породицама да се изборе са кризним ситуацијама. Кутије за бебе се постављају у болницама и њима управља орган старатељства.
Закон третира бебе пронађене у кутијама за бебе као находе, које одгаја држава док пролазе кроз правни процес усвајања. Сенаторка Елена Мизулина предложила је закон о забрани кутија за бебе. У септембру 2016. одобрила га је руска влада наводећи да посебна места за анонимно напуштање новорођенчади крше Конвенцију о правима детета.

### Јужна Африка
Непрофитна организација "Door Of Hope Children's Mission" поставила је "рупу у зиду" у јулу 1999. године у Мисијској цркви у Јоханезбургу . Како је објављњно, до марта 2013. године око 148 беба је прошло кроз рупу у зиду, али је преко 1300 беба прошло кроз њихова врата.

### Јужна Кореја
Пастор Ли Џонг-рак управља „кутијом за бебе“ у својој цркви у југозападном Сеулу. Пре доношења Закона о специјалном усвојењу у августу 2012. године, Ли је рекао да је беби бокс примао у просеку око два новорођенчад месечно, али је тај број порастао на око 19.

### Швајцарска
У Швајцарској постоји осам кутија за бебе, скоро сви у приватном власништву, у болницама у Давосу, Ајнзиделну, Белинцони, Олтену, Берну, Золикербергу, Базелу и Сиону. Од 2001. до 2021. тамо је остављено 25 деце.

### Велика Британија
У Уједињеном Краљевству нема кутија за бебе, јер су незаконити према члану 27 Закона о прекршајима против личности из 1861. године, који каже да је напуштање детета млађег од две године кривично дело за које је кажњиво до пет година. године у затвору. У пракси, оваква гоњења су изузетно ретка и догодила би се само ако су околности напуштања детета показале стварну злонамерност, односно изгледале намерно да доведу до смрти детета. Мајка која жели да усвоји своју новорођену бебу то може учинити. Саветовање је осмишљено тако да осигура да је одустајање од бебе њена искрена, неопозива жеља.

### САД
Прва два бејби бокса почела су са радом у држави Индијана 2016. године.  74 отвора за бебе инсталирана су у САД у пет држава укључујући Индијану, Охајо, Арканзас, Флориду и Кентаки. Свих 50 држава увело је „законе о сигурним уточиштима“  од када је Тексас почео 1. септембра 1999. године. Они омогућавају родитељима да легално предају своје новорођено дете (млађе од 72 сата) анонимно на одређена места позната као „сигурна уточишта“, као што су ватрогасне станице, полицијске станице и болнице. Закони имају различите називе у различитим државама, нпр калифорнијски закон о безбедној предаји беба , а неки имају различите старосне границе, нпр Закон о сигурном уточишту Небраске, како је првобитно написан, није имао старосну границу, дозвољавајући сву децу млађу од 18 година да буду напуштена; ово је измењено у новембру 2008. године.

## Културне референце
- У роману Anthony Adverse Хервија Алена, главни лик је остављен у точку за проналазак самостана у северној Италији.
- Ова врста напуштања је главна тема историјске новеле смештене на Сицилији у деветнаестом веку, The Lady of the Wheel Анђела Ф. Кониља.
- У епизоди M*A*S*H. "Да, то је наша беба", доктори на крају остављају напуштену бебу мешовите расе у точку за проналазак католичког самостана након што су безуспешно покушали да о њој збрину америчке агенције, због окрутности са таквом децом у Кореји.
- „The Gap of Time“,[48] Жанет Винтерсон је модерна интерпретација The Winter's Tale у којој је њен еквивалент Шекспирове Perditе, уместо да буде напуштен на острву, смештен у кутију за бебе у измишљеном америчком граду Нове Бохемије.